# Cajo Fabrizio (Hasse)
Cajo Fabricio, auch Caio Fabbricio oder Cajo Fabrizio, ist ein Dramma per musica in drei Akten von Johann Adolph Hasse mit einem Libretto von Apostolo Zeno. Es wurde im Januar 1732 in Rom uraufgeführt.

## Erstbesetzung
- Pirro – Gaetano Majorano (Caffarelli)
- Cajo Fabricio – Domenico Annibali
- Sestia – Angelo Maria Monticelli
- Volusio – Agostino Fontana
- Bircenna – Felice Salimbeni
- Turio – Alessandro Veroni
- Cinea – Felice Checacci
- „La Musica è del Sig. Giovanni Adolfo Hasse, detto il Sassone, Maestro di Cappella di Sua Maesta il Re di Polonia, ed Elettore di Sassonia“[2]

## Weitere Aufführungen
- 1733  Neapel, Teatro San Bartolomeo[3]
- 8. Juli 1734 Dresden
- September 1734  Jarmeritz, Schlosstheater des Grafen Johann Adam von Questenberg (unter dem Titel Pirro)[4]
- 12. Februar 1735  Venedig, Teatro Sant’Angelo[5]
- Karneval 1740 Livorno
- 18. Dezember 1745 Neapel, Teatro San Carlo
- September 1766  Berlin[6]
- 1785 Berlin[7]
- 2012 London mit Ensemble Serse[8]